# BIBSYS
BIBSYS är en norsk statligt organ, som är leverantör av produkter och bibliotekstjänster i första hand till Nasjonalbiblioteket och institutioner inom universitets- och högskolesektorn. 
BIBSYS är ett organ under Kunnskapsdepartementet och ingår administrativt som en avdelning i Norges teknisk-naturvitenskapelige universitet i Trondheim, men har en egen styrelse med ledamöter som är utsedda av Kunnskapsdepartementet.
BIBSYS startade 1972 som ett samarbetsprojekt mellan Det Kongelige Norske Videnskabers Selskabs bibliotek, dåvarande Norges Tekniske Høgskoles bibliotek och Regnesenteret vid dåvarande Norges Tekniske Høgskoles, med syfte att automatisera interna biblioteksrutiner. Det har sedan dess utvecklats till att bli leverantör av ett nationellt bibliotekssystem för norska fack- och forskningsbibliotek.